# Alain Sarfati
Pour les articles homonymes, voir Sarfati.
 (juillet 2014).
Si vous disposez d'ouvrages ou d'articles de référence ou si vous connaissez des sites web de qualité traitant du thème abordé ici, merci de compléter l'article en donnant les références utiles à sa vérifiabilité et en les liant à la section « Notes et références ».

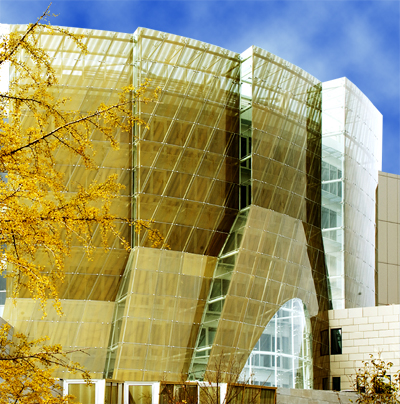
Ambassade de France à Pékin, Chine

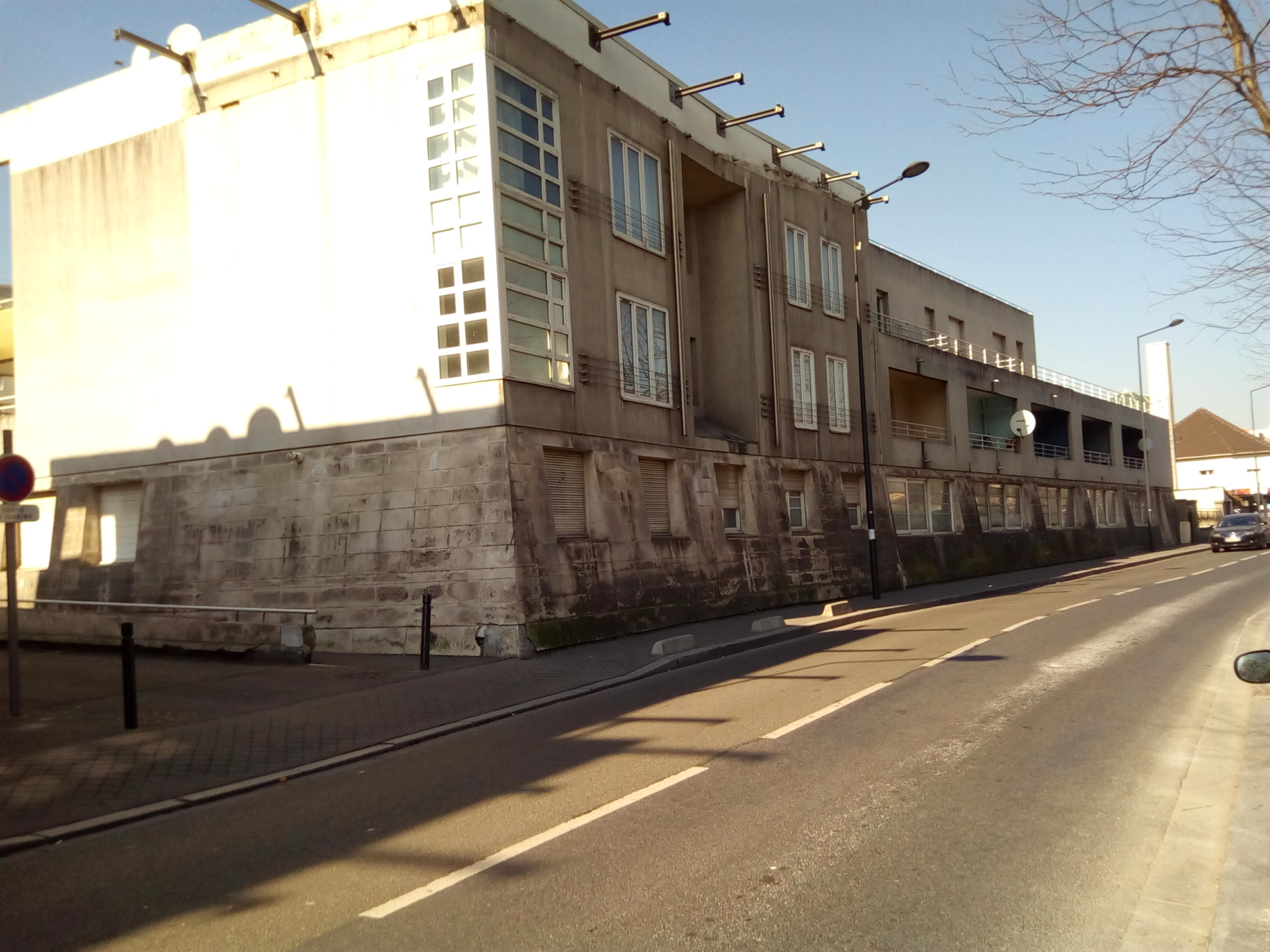
ensemble 81 logements à Saint-Denis

Alain Sarfati, né le 23 mars 1937 à Meknès au Maroc, est un architecte et urbaniste français,, auteur de multiples réalisations et dont le travail a été récompensé par divers prix. Il a enseigné l’architecture à l’École des beaux-arts de Paris jusqu’en 2005.

## Biographie
Architecte et urbaniste, Alain Sarfati s’est signalé par de multiples réalisations, de nombreux logements, des équipements publics et privés, des quartiers de ville en France et à l’étranger. Il a également réhabilité des sites et bâtiments anciens comme le Centre des Archives du Monde du travail, ancienne filature, le  Théâtre National de Toulouse, ancien conservatoire, ou encore le Boulevard de l’Impératrice à Bruxelles dont il a conçu le réaménagement.

Il a œuvré dans le secteur du logement et de l’urbanisme et a mené quelques grands projets : ambassade, théâtre, collèges, palais des congrès, université, centres aquatiques et sportifs, musée de l’espace de Shanghai, son dernier projet en cours. Il a aussi été membre du jury international chargé, en 1983,  de choisir l'architecte de l'Opéra Bastille.
Sa démarche est systématiquement axée sur l'insertion urbaine, une attitude bioclimatique et une attention marquée aux futurs utilisateurs. À la diversité des situations, il répond toujours par une diversité des réponses, en visant à faire jouer à l’architecture un rôle social, culturel, artistique et technique par la recherche de supports innovants et adaptés.
Sa vision de l’architecture a toujours été globalisante, dès le début de son activité avec la création de l'Atelier de recherches et d'études d'aménagement (AREA) formé à la fois d'architectes, d'urbanistes, de sociologues et de paysagistes, à une époque où la pluridisciplinarité était peu fréquente en architecture.
Diplômé de l'École nationale supérieure des beaux-arts de Paris (DPLG) et de l’Institut d’urbanisme de l’université de Paris, Alain Sarfati a d’abord enseigné à l’École d’architecture de Nancy, qu’il a cofondée. Il a ensuite été professeur, chef d’atelier, à l’Unité pédagogique d'architecture no 4 de l'École nationale supérieure des beaux-arts de Paris jusqu’en 2005.
Il a créé la revue d’architecture AMC, toujours avec une perspective interdisciplinaire et l’idée de mettre en rapport théorie et pratique.
Il a été vice-président du Plan Construction, de 1988 à 1992, et vice-président du Conseil national de l’ordre des architectes, de 1992 à 1996. Il dirige aujourd'hui l’agence d’architecture SAREA.

## Distinctions
- Officier de l'ordre des Arts et des Lettres
- Chevalier de l'ordre national du Mérite
- Chevalier de la Légion d'honneur
- Lauréat de l'Institut de France
- Lauréat du Palmarès national de l'habitat
- Vice-président du Plan Construction jusqu’en 1992
- Vice-président du Conseil national de l'ordre des architectes jusqu’en 1996
- Membre de l'Académie d'architecture
- Membre de la MIQCP (Mission interministérielle pour la qualité des constructions publiques)

### Chantiers et études en cours
- 2014 :	
  - Musée de l’Espace de Shanghai (Chine)
  - Construction du Learning Center dans l’Université Panthéon/Assas à Paris
  - Transformation du siège de la SAGEP en logements sociaux à Paris
  - Réhabilitation de Fleury Mérogis (bâtiments d’hébergement, ateliers et cours de promenade des Maisons d’Arrêt des hommes et des femmes et du Centre des Jeunes Détenus)
  - Nouveau concept de logements (CAAMEL)
  - Construction d’une résidence de 184 logements étudiants - Label Habitat à Saint-Denis

## Réalisations

### Principales réalisations

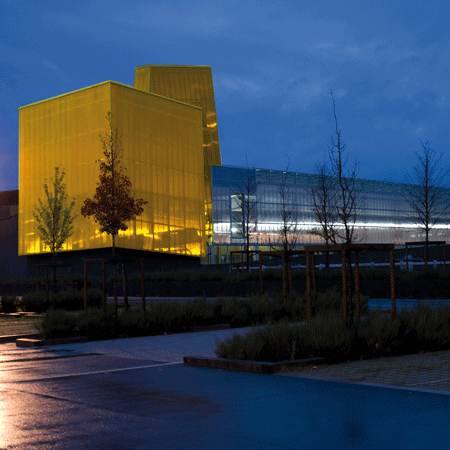
Centre aquatique de Béthune

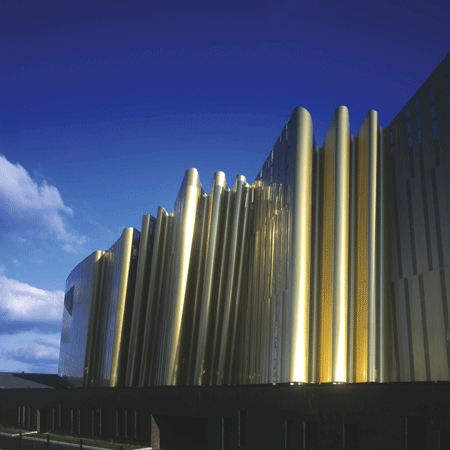
Centre polyvalent Le Scarabée à Roanne

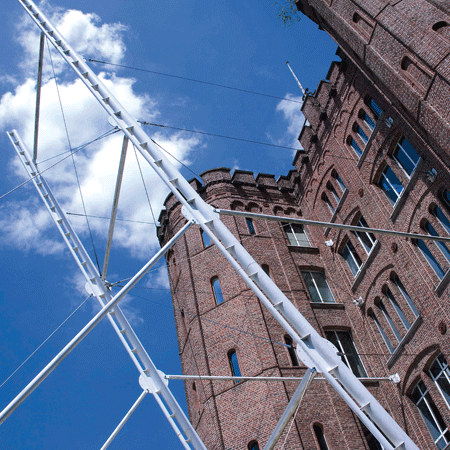
Archives du monde du travail, Roubaix

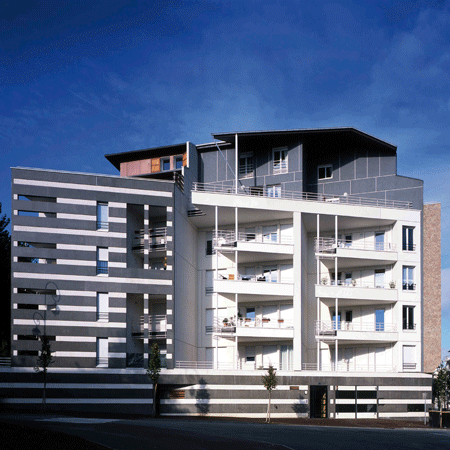
Centre urbain et d’affaires, Saint-Germain-en-Laye

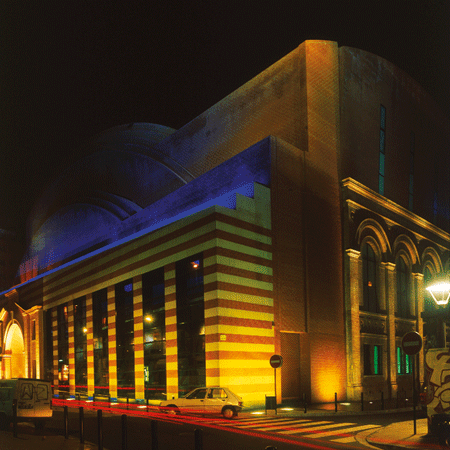
Théâtre National de Toulouse

- 2013 : Étude sur le développement du Grand Paris
- 2012 : 
  - Ambassade de France à Pékin, Chine
  - Université Panthéon-Assas (ex-Faculté de droit de Paris) extension, mise en sécurité et rénovation
  - Centre aqualudique et espaces extérieurs à Arras
  - Immeuble de 32 logements - BBC Effinergie-  à Clichy La Garenne
- 2011 : 
  - Ensemble de 31 maisons individuelles – Opération « habitat à coup maitrisé » au  Havre
  - Immeuble de bureaux à Clichy
- 2010 : Aménagement de la ZAC du Val de Scarpe, à Arras
- 2009 : Étude pour un ensemble de 59 logements et parking à Argenteuil
- 2008 : 
  - Équipement plurifonctionnel à vocation économique et évènementiel à Roanne
  - Restructuration d’un centre aquatique, Démarche HQE, à Béthune
  - Restructuration par des plantations de l'espace devant la cathédrale des Saints Michel et Gudule à Bruxelles
- 2005 : 
  - Construction d’un nouveau centre urbain (bureaux et logements), ZAC du Bel Air à Saint Germain en Laye
  - Réhabilitation et restructuration des bassins et espaces extérieurs, piscine du Bouchet à Chamonix
  - Étude pour le projet d’aménagement de l’Ile Seguin à Boulogne Billancourt
- 2004 : Marché de définition (Programmation et charte urbaine GPV) de La source à Orléans
- 2003 : 
  - Restructuration de la piscine de Bordeaux
  - Gymnase Guynemer d’Amiens
  - Centre sportif et de loisirs (comprenant une piscine et une patinoire) à Laon
  - Étude pour la construction d’un bassin olympique à Cannes
- 2002 : 
  - Collège Arthur Rimbaud d’Amiens
  - Archives départementales de l’Indre, Châteauroux
  - Étude de définition et Projet urbain de Cabourg
- 2001 : 
  - Palais des congrès de Perpignan : modernisation et extension (Pyrénées Orientales)
  - Université Jussieu à Paris : bâtiment destiné à l’enseignement et la recherche
  - Lycée polyvalent René Auffray (1 250 élèves), Clichy La Garenne
- 2000 : 
  - Transformation de bureaux en 37 logements et création de 42 places de stationnement à Paris
  - Étude pour le renouvellement Urbain d’un quartier sur dalle, Val de Reuil
- 1999 : Lycée polyvalent Jules Verne (900 élèves) à Limours
- 1998 : Théâtre de la Cité TNT à Toulouse (Haute Garonne)
- 1997 : 
  - Lycée René Auffray à Clichy (Hauts-de-Seine)
  - Aménagement urbain du Boulevard de l’Impératrice à Bruxelles (Belgique)
- 1996 : 
  - Ensemble de logements Sente des Dorées, à Paris 19e
  - Aménagement de la Place de Bretagne à Nantes
- 1995 : 
  - Trois ensembles de 200, 100 et 43 logements à la Zac de Laennec, Rennes (Ille-et-Vilaine)
  - Aménagement de la rue de la République à Lyon (Rhône)
  - Ensemble de 150 logements et crèche à Palaiseau (Essonne)
  - Ensemble de 167 logements et crèche pour la Zac de Villaroy à Guyancourt (Yvelines)
- 1994 : 
  - Lycée polyvalent de Limours (900 élèves)
  - Restructuration de la Zac la Noé à Chantelourp-les-Vignes
  - Restructuration de la piscine judaïque de Bordeaux, en Gironde.
- 1993 : 
  - Réhabilitation des Archives nationales du monde du travail à Roubaix
  - Ensemble de 99 logements, Zac Dunant-Bellevue de Colombes (Hauts-de-Seine)
  - Ensemble de 55 logements et commerces, l’îlot Sénégal, Paris 20e.
- 1992 : Bureaux à Ivry-sur-Seine (Val de Marne)
- 1991 : 
  - Piscine sport et loisirs à Quimper (Finistère)
  - Ensemble de 50 maisons individuelles à structure bois, Nîmes (Gard)
  - Centre urbain et d’affaires, sur le plateau Bel Air à Saint-Germain-en-Laye
  - Étude architecturale d’une ligne de tramway, à Lyon (Rhône)
- 1990 : 
  - Aménagement architectural d’une promenade plantée, Zac et école maternelle, Manin-Jaurès, Paris 19e.
  - Bureaux et activités à la Zac Coetlogon, Rennes
  - Aménagement et réalisation de la Zac Chabanne et ensemble de 275 logements, Issy-les-Moulineaux
  - Ensemble de 81 logements à Saint-Denis
  - École maternelle de 20 classes à Paris
- 1989 : 
  - Lycée pilote innovant de la Venise verte (12 000 élèves), Niot (Poitou-Charente)
  - Siège social de la SAGEP, Paris 14e
  - Recomposition du centre-ville de Palaiseau (Essonne)
  - Centre de moyen et long séjour (80 lits), Cergy Pontoise
  - École maternelle, rue Manin Jaurès, Paris
- 1988 : 
  - Centre de vie médicalisé pour personnes âgées et handicapées, Vierzon (Cher)
  - Centre de moyen et long séjour (120 lits), hôpital Louis Mourier, Colombes
  - Réhabilitation de 1 000 logements et espaces extérieurs, le Haut-du-Lièvre, Nancy
- 1987 : 
  - Maison de retraite (80 lits), Château du Loir
  - Complexe sportif, Melun Sénart
- 1986 : 
  - Maison de retraite de Vernon (124 lits), dans l’Eure
  - Ensemble de 88 logements, La Grange-du-Bois, Savigny-le-Temple
  - Logements individuels et collectifs à Nancy
  - Groupe scolaire et sportif, Lieusaint, Seine-et-Marne
  - Maison de retraite (45 lits) Saint-Martin-de-Seignanx
  - Groupe scolaire de 15 classes, Melun-Sénart
  - Proposition d’Aménagement de 10 km de la RN 7, entre Athis-Mons et Ris-Orangis
- 1985 : 
  - Hôpital Stell, Centre de moyen et long séjour (80 lits), Rueil-Malmaison
  - Salon des Artistes Décorateurs, à Paris, présentation de son propre mobilier
- 1983 : 
  - Ensemble de 177 logements, Les Reinettes, Cergy-Pontoise
  - Ensemble de 144 logements, Village Lobau, Nancy
  - Maison de retraite (80 lits), La Ferté Bernard
  - Groupe scolaire Louis Aragon, Beauvais
- 1982 : 
  - Gymnase Les Régalles, Savigny-le-Temple / Seine-et-Marne
  - Ensemble de 300 logements, Les Glonnières au Mans
  - Groupe scolaire La Croix-Saint-Maur (Marne La Vallée)
- 1981 : 
  - Ensemble de 200 logements et équipements, les Eguerets, Cergy-Pontoise
  - Centre artisanal de Plessis-la-Forêt, Seine-et-Marne
  - Groupe scolaire des Petits Près, Saint-Quentin-en-Yvelines
- 1980 : Ensemble de 100 logements, les Glycines, Évry
- 1975 : 
  - Centre d'hémodialyse de l’Hôpital Broussais, Paris
  - Ensemble de 1 500 logements et équipements, les Coteaux de Maubuée, Marne-la-Vallée
  - École des Deux parcs, Marne-la-Vallée
- 1973 : Base nautique de Jablines (Seine-et-Marne)

### Projets lauréats non réalisés
- 2008 :
  - Conception/réalisation d’un collège de 600 élèves, Mayotte
  - Conception/réalisation de la Tour de la CBAO, à Dakar, Sénégal
- 2004 : Aménagement d’un pôle TGV (La cité des 5 sens) à Saint Marcel Les Valences
- 2003 : Lycée polyvalent de 1 260 élèves, à Chirongui (Mayotte)
- 1995 :
  - Aménagement du quartier Sully, à Saint-Apollinaire (Côte d’Or)
  - Station de métro sur le site du Confluent, Lyon
- 1994 : Grand Stade de Saint-Denis
- 1993 : Nouveau Musée de l’Air et de l’Espace au Bourget (Seine-Saint-Denis)
- 1992 : Siège de la Compagnie Générale Maritime au Havre
- 1989 : « Ville active » à Nimes
- 1987 : Espace central de la ville nouvelle de Melun-Sénart